# Berlin (Massachusetts)
Berlin és una població dels Estats Units a l'estat de Massachusetts. Segons el cens del 2000 tenia 2.380 habitants.

## Demografia
Segons el cens del 2000, Berlin tenia 2.380 habitants, 872 habitatges, i 666 famílies. La densitat de població era de 71,1 habitants per km².
Dels 872 habitatges en un 34,5% hi vivien nens de menys de 18 anys, en un 64,8% hi vivien parelles casades, en un 8,1% dones solteres, i en un 23,6% no eren unitats familiars. En el 18,7% dels habitatges hi vivien persones soles el 8,1% de les quals corresponia a persones de 65 anys o més que vivien soles. El nombre mitjà de persones vivint en cada habitatge era de 2,72 i el nombre mitjà de persones que vivien en cada família era de 3,13.
Per edats la població es repartia de la següent manera: un 25% tenia menys de 18 anys, un 5,3% entre 18 i 24, un 30,2% entre 25 i 44, un 27,1% de 45 a 60 i un 12,4% 65 anys o més.
L'edat mediana era de 40 anys. Per cada 100 dones de 18 o més anys hi havia 97,3 homes.
La renda mediana per habitatge era de 65.667 $ i la renda mediana per família de 76.419$. Els homes tenien una renda mediana de 50.711 $ mentre que les dones 32.330$. La renda per capita de la població era de 28.915$. Entorn del 2,1% de les famílies i el 3,9% de la població estaven per davall del llindar de pobresa.